# Stigmacros medioreticulata
Stigmacros medioreticulata är en myrart som först beskrevs av Hugo Viehmeyer 1925.  Stigmacros medioreticulata ingår i släktet Stigmacros och familjen myror. Inga underarter finns listade i Catalogue of Life.